# Louzignac
Louzignac é uma comuna francesa na região administrativa da Nova Aquitânia, no departamento de Charente-Maritime. Estende-se por uma área de 6,13 km². Em 2010 a comuna tinha 165 habitantes (densidade: 26,9 hab./km²).